# 宝蔵寺 (古河市)
宝蔵寺（ほうぞうじ）は、茨城県古河市諸川にある真言宗豊山派の寺院。
山号を慈光山、院号を大善院という。創建は室町時代以前。日光東街道・諸川宿のほぼ中心に位置する。

## 歴史

### 中世・創建期
正確な創建時期は不明だが、室町時代の康正 3年（1457年）、山川郷諸川を支配した山川景貞により、円福寺に末寺として寄進されている。円福寺は当時、古河市に隣接する八千代町の今里にあり、現在は下妻市下妻丙に所在する。円福寺過去帳に見られる歴代住持のうち、行堅と行乗が宝蔵寺に入った。
文明 2年（1470年）、性宥によって中興される。性宥以前については、天明 5年（1785年）3月に作成された宝蔵寺歴代住持の位牌に、代々先師として行堅と行乗が挙げられていることから、行堅が開山とされたことが分かるが、他に裏付けとなる史料がない。中興以前は円福寺のもとで、醍醐寺三宝院流の支流・地蔵院流実勝方の真言宗寺院として栄えた。　中興以後は、性宥により鶏足寺流（慈猛意教流）がもたらされたと考えられている。寛永10年（1633年）の『関東真言宗　本末寺帳』に、諸川宝蔵寺は「本寺鶏足寺流」とあること、また、小松寺の「願行流血脈」 に記された鶏足寺流相承者に「伏木大聖院の性宥」があり、宝蔵寺中興の性宥と同一人物と推定されることによる。

### 近世
前述の『関東真言宗　本末寺帳』（寛永 10年・1633年）に鶏足寺流とあるが、のちの江戸時代中期には高野山金剛三昧院の末寺になった。 
江戸時代初期の慶安元年（1648年）以降、幕府から朱印地 8石を安堵されている 。
延享元年（1744年）ごろ（元文 4年・1739年か？）、寺が全焼し、のちに再建された。当時、宝蔵寺は末寺として古河市内尾崎の万福寺をはじめとする4ヶ寺、門徒として7ヶ寺を管理し 、幕府の寺檀制度や本末制度を担う地域の中心的な寺院の一つとなっていた。下位寺院を列挙すると、末寺として、尾崎・生光山蓮花院万福寺、上片田・清滝山不動院大善寺（廃寺）、下片田・一乗院（無住）、大和田・高里山光徳寺（無住）の4ヶ寺、門徒として、諸川・長宮山長性寺（廃寺）、諸川・真光寺（廃寺）、五部・慈眼山円能寺（廃寺）、大和田・万蔵院（廃寺）、東山田・大日寺（廃寺）、仁連・安楽寺（廃寺）、尾崎・来迎院（廃寺）の7ヶ寺がある。ちなみに下位寺院のうち、末寺は本山から相承した法流を受けており、門徒は受けていない。
安政 2年（1855年）8月、夜盗が押し入り、住持が殺される事件が起きる。このころには、諸川宿本陣に収容しきれなくなった旅客を宿泊させることもあった。

### 近現代
明治 6年（1873年）7月、諸川小学校が宝蔵寺内に開設される 。明治 22年（1889年）4月、諸川は合併により幸島村に統合され、校名を幸島尋常小学校、明治26年以降は幸島第一尋常小学校と変えたものの、宝蔵寺内に地域の小学校が設置される状態は明治期を通じて続いた。宝蔵寺は中世から現在に至るまで諸川の中心部にあり、仏教工芸品や多くの古文書を遺存した古刹として、地域の歴史を伝えている。

## 所蔵工芸品
鎌倉時代に作られた「木造大日如来坐像」・「木造薬師如来立像」、室町時代前半の「絹本着色両界曼荼羅図」、室町時代前半の「絹本着色金剛薩埵菩提曼荼羅図」、江戸時代の「刺繍三十三観音図」などを所蔵。

## 葛飾坂東観音霊場
宝蔵寺は葛飾坂東観音霊場の第二十二番札所。貞享 4年（1687年）、諸河講中60人により作られたとされる聖観音像がある。ご詠歌は　「世の中を　わたりくらへて　諸川の　浪風もなき　法のふねかな」
葛飾坂東観音霊場では各寺院に「ご詠歌」があり、参拝時にご詠歌を唱えることは、経文読唱と同じ功徳があるとされる。

## 交通
- 鉄道
  - JR宇都宮線（東北本線）古河駅　東口から約11km
    - タクシー25分
    - バス利用の場合は、諸川下車・徒歩8分（約0.6km）、あるいは、諸川仲町下車・徒歩6分（約0.5km）、
    - 徒歩130分
    - 同駅西口にて市内観光用無料レンタル自転車「コガッツ」利用可[19]

  - JR宇都宮線（東北本線）野木駅 東口から約10km
    - 徒歩120分

  - JR宇都宮線（東北本線）間々田駅 東口から約10km
    - 徒歩120分